# I Try
I Try è una canzone scritta da Macy Gray, Jeremy Urzumna, Jilnsoo Lim e David Wilderis per l'album di debutto di Macy Gray On How Life Is, da cui è stata estratta come secondo singolo nel 1999 in tutto il mondo, e negli Stati Uniti solo nel 2000. Ad oggi si tratta del più maggior successo commerciale di Macy Gray, avendo raggiunto la sesta posizione nel Regno Unito, la quinta negli Stati Uniti, e la vetta in Australia, Nuova Zelanda ed Irlanda.
I try ha vinto nel 2000 il Grammy Award come "migliore performance vocale femminile pop", ed ha ottenuto altre due nomination nella categoria "disco dell'anno" e "canzone dell'anno".

## Il video
Il video musicale prodotto per la canzone è stato diretto da Mark Romanek, ed è ambientato in diverse location a New York. Il video ha vinto l'MTV Video Music Award come "migliore nuova artista" ed era stato nominato anche come "miglior video femminile".

## Tracce
CD Single 1
1. I Try (Album Version)
2. I Try (Full Crew Mix)
3. Don't Come Around

CD Single 2
1. I Try (Album Version)
2. I Try (JayDee Remix)
3. I Try (Bob Power Remix)

CD single d'importazione
1. I Try
2. Rather Hazy
3. I Try (Full Crew Mix)

## Classifiche
| Classifica (1999) | Posizione più alta |
| ----------------- | ------------------ |
| Irlanda           | 1                  |
| Regno Unito       | 6                  |
| Classifica (2000) | Posizione più alta |
| Australia         | 1                  |
| Austria           | 3                  |
| Belgio            | 23                 |
| Canada            | 19                 |
| Paesi Bassi       | 39                 |

| Classifica (2000)                                 | Posizione più alta |
| ------------------------------------------------- | ------------------ |
| Francia                                           | 29                 |
| Germania                                          | 16                 |
| Nuova Zelanda                                     | 1                  |
| Norvegia                                          | 5                  |
| Svezia                                            | 52                 |
| Svizzera                                          | 13                 |
| U.S. Billboard Hot 100                            | 5                  |
| U.S. Billboard Bubbling Under R&B/Hip-Hop Singles | 21                 |
| U.S. Billboard Adult Contemporary                 | 21                 |